# Koroknay Gyula
Koroknay Gyula (Nyíregyháza, 1918 – 2003) művészettörténész, író.

## Élete
Szülővárosa gimnáziumában érettségizett, kiváló latinos volt. Budapesten kezdte el egyetemi tanulmányait latin-francia szakon, majd elvégezte a művészettörténet és az olasz szakot is.
1941-ben Nyíregyházán kezdett tanítani. A második világháború idején katonaként szolgált, 1948-ban tért haza az orosz hadifogságból, ezután Nyíregyházán, többek között a Kossuth Lajos és a Vasvári Pál Gimnáziumban tanított.
1975-1980 között a Jósa András Múzeumban művészettörténészként dolgozott egészen nyugdíjazásáig.

## Munkássága
Még tanár korában számba vette Szabolcs-Szatmár megye és Nyíregyháza műemlékeit, több képzőművészeti és építészeti tárgyú cikke is megjelent e tárgyban. A megyei levéltárban is végzett kutatásokat, és ekkor került kapcsolatba Szabolcs megye török kori végvárával, a kállói várral, amelynek mára már alig maradt nyoma, és emléke is elhalványult.
1961-ben jelent meg tanulmánya "A kállói vár" címmel, majd ugyanez A nagykállói járás múltja és jelene című kötetben is közlé "Kállói egykori vára" címen, melyben a vár építésének körülményeit, a róla készült ábrázolásokat, metszeteket vizsgálta és adta közre, végigkísérve az erődítmény fennállásának történetét.
Az 1980-as években újból visszatért a kállói témához. Kutatásai kiterjedtek minden a várral kapcsolatos forrásokban fellelhető anyagra; főként a 17. századi történetírók munkáiból, régi feljegyzésekből, levéltári iratokból dolgozott.
Összegyűjtött anyagában feldolgozta, felkutatta a vár kapitányainak személyeit és működésüket, ismertetve  életútjukat, kállói tevékenységüket, vázolta családi és politikai kapcsolataikat.
Ezekre vonatkozó írásait, melyek az 1570–1630 közötti időszakot ölelték fel a Szabolcs-szatmári Szemlében tette közzé.

## Művei
- Őfelsége kállói végháza 1570-1610.
- Szabolcs-szatmári Szemle, 1986/2. 168–178. ; 1986/3. 294–306.
- Lónyay András, őfelsége kállai őrségének és várának főkapitánya (1609–1619)
- Szabolcs-szatmári Szemle, 1987/2. 193–208.
- Nyáry István
- Szabolcs-szatmári Szemle, 1988/1. 33–40.